# Dongmolla silvestrii
Genre
Espèce
Dongmolla silvestrii, unique représentant du genre Dongmolla, est une espèce d'opilions laniatores de la famille des Assamiidae.

## Distribution
Cette espèce est endémique du Viêt Nam. Elle se rencontre vers le lac Đồng Mô.

## Description
Le mâle holotype mesure 3 mm.

## Étymologie
Cette espèce est nommée en l'honneur de Filippo Silvestri.

## Publication originale
- Roewer, 1927 : « Ostasiatische Opiliones, von Herrn Prof. F. Silvestri im Jahre 1925 erbeutet. » Bollettino del Laboratorio di Zoologia Generale e Agraria della Facolta Agraria in Portici, vol. 20, p. 192–210.